# Permutation circulaire

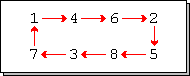
Une permutation circulaire de longueur 8.

En mathématiques, une permutation circulaire ou cycle est un cas particulier de permutation. Une permutation circulaire agit comme un décalage circulaire pour un certain nombre d'éléments, et laisse tous les autres inchangés.
Les permutations circulaires permettent d'illustrer le fonctionnement général des permutations, puisqu'une permutation quelconque se décompose en un produit de cycles fonctionnant de manière indépendante.

## Définition
Soit un entier {\displaystyle k\geqslant 2}. Une permutation {\displaystyle c} est un k-cycle, ou permutation circulaire de longueur {\displaystyle k}, s'il existe des éléments {\displaystyle a_{1},\ldots ,a_{k}} distincts tels que {\displaystyle c} envoie l'élément {\displaystyle a_{1}} sur {\displaystyle a_{2}}, puis {\displaystyle a_{2}} sur {\displaystyle a_{3}}, etc., et enfin {\displaystyle a_{k}} sur {\displaystyle a_{1}}et si tous les autres éléments restent inchangés. 
Un tel cycle se note habituellement sous la forme {\displaystyle (a_{1}~\ldots ~a_{k})}. Avec cette notation, {\displaystyle (a_{1}~\ldots ~a_{k})=(a_{2}~\ldots ~a_{k}~a_{1})}.
En d'autres termes, une permutation est un cycle si et seulement si elle possède une seule orbite de taille supérieure ou égale à 2.

## Propriétés

### Exponentiation
Si {\displaystyle c} est un {\displaystyle k}-cycle, ses puissances successives vérifient d'une part
{\displaystyle \forall i,1\leqslant i<k,\;c^{i}\neq {\rm {Id}}},
et d'autre part {\displaystyle c^{k}={\rm {Id}}}.
Autrement dit, {\displaystyle c} est d'ordre {\displaystyle k}, ou encore {\displaystyle c} engendre un groupe cyclique d'ordre {\displaystyle k}.
En revanche, les puissances de {\displaystyle c} ne sont pas toutes à proprement parler des permutations circulaires (même si ce sont encore des décalages circulaires). Par exemple si {\displaystyle c=(1~2~3~4)} alors {\displaystyle c^{2}=(1~3)(2~4)} est un produit de deux permutations circulaires d'ordre 2 (des transpositions). Plus précisément, {\displaystyle c^{i}} est une permutation circulaire si et seulement si {\displaystyle i} et {\displaystyle k} sont premiers entre eux.

### Parité
Un {\displaystyle k}-cycle est :
- une permutation paire si {\displaystyle k} est impair ;
- une permutation impaire si {\displaystyle k} est pair.

Une démonstration est fournie dans l'article sur la signature d'une permutation. Une autre méthode consiste à exhiber une décomposition de la permutation en transpositions : 
{\displaystyle (a_{1}~a_{2}~\dots ~a_{k-1}~a_{k})=(a_{1}~a_{2})\circ (a_{2}~a_{3})\circ \cdots \circ (a_{k-1}~a_{k})}.
La permutation est donc la composée de k – 1 transpositions.

### Conjugaison
La conjuguée d'une permutation circulaire d'ordre {\displaystyle k}, {\displaystyle c=(a_{1}~\ldots ~a_{k})} par une permutation {\displaystyle \sigma }, est la permutation {\displaystyle \sigma \circ c\circ \sigma ^{-1}}. Il s'agit encore d'un {\displaystyle k}-cycle :
et réciproquement, tout {\displaystyle k}-cycle peut s'écrire sous cette forme en choisissant convenablement {\displaystyle \sigma }, ce qui signifie que la classe de conjugaison (ensemble des conjuguées) d'un {\displaystyle k}-cycle {\displaystyle c} est l'ensemble de tous les {\displaystyle k}-cycles (pour une généralisation, voir le § « Classes de conjugaison » de l'article sur le groupe symétrique).

Dans le groupe symétrique {\displaystyle S_{n}}, les {\displaystyle k}-cycles sont au nombre de
D'après la formule des classes, le centralisateur de {\displaystyle c} est donc d'ordre {\displaystyle (n-k)!k}. Il est par conséquent réduit à l'ensemble des produits, par l'une des {\displaystyle k} puissances de {\displaystyle c}, de l'une des {\displaystyle (n-k)!} permutations de support disjoint de celui de {\displaystyle c}.